# Bolton Eyres-Monsell
Pour les articles homonymes, voir Eyres et Monsell.
Bolton Meredith Eyres-Monsell (22 février 1881-21 mars 1969) est un homme politique du Parti conservateur britannique qui est whip en chef jusqu'en 1931, puis premier lord de l'amirauté.

## Biographie
Il est le fils du lieutenant-colonel Bolton James Alfred Monsell, chef de la police métropolitaine, et Mary Beverley, fille de Sir Edmund Ogle, 6e baronnet. Bolton Monsell prend le nom d'Eyres lors de son mariage avec Caroline Mary Sybil Eyres en 1904, un mariage dissous en 1950.
Il sert dans la Royal Navy, où il est promu sous-lieutenant le 15 juillet 1900 et lieutenant le 15 juillet 1901. En juin 1902, il est affecté au destroyer torpilleur HMS Success, servant dans la flottille d'instruction de Portsmouth, mais seulement deux mois plus tard, en août 1902, il est transféré sur le cuirassé HMS Magnificent, navire amiral du second commandement, Escadron de la Manche.
Il est élu député d'Evesham dans le Worcestershire aux élections générales de janvier 1910 et sert jusqu'en 1935. Au cours de la Première Guerre mondiale, il est officier de la Royal Navy, obtenant le grade de commandant et reçoit l'Ordre du Nil par le sultan d'Égypte . Il est Lord civil de l'amirauté d'avril 1921 à octobre 1922; puis secrétaire parlementaire et financier de l'Amirauté jusqu'en mai 1923, secrétaire parlementaire au Trésor de juillet 1923 à janvier 1924, et de nouveau de novembre 1924 à juin 1929 et de septembre 1931 à novembre 1931. Il est devenu le premier lord de l'Amirauté en 1931, conservant son poste au gouvernement jusqu'en 1936.
Il est nommé Chevalier Grand-Croix de l'Ordre de l'Empire britannique (GBE) en 1929 et créé vicomte Monsell, d'Evesham dans le comté de Worcester le 30 novembre 1935.
Il se marie une seconde fois le 25 juillet 1950 avec Essex Leila Hilary French. Il est remplacé dans la vicomté par son fils Graham. Sa deuxième fille, l'hon. Joan Eyres-Monsell (1912–2003), épouse en 1968 Patrick Leigh Fermor, le voyageur et l'auteur. Le neveu de Lord Monsell est l'explorateur britannique de l'Arctique Henry George Watkins (1907–1932).
Une banlieue de Leicester est nommée Eyres Monsell d'après lui ; le lotissement est construit sur un terrain qu'il possédait avant d'être acheté au début des années 1950.